# 隱王
《隱王》（日语：隠の王）是日本漫畫家鎌谷悠希創作的日本漫畫作品。2004年開始在《月刊GFantasy》（史克威爾艾尼克斯）上連載，于2010年8月結束，單行本全14卷。2008年4月6日至9月28日播放電視動畫，2008年7月網路廣播配信。因動畫版在漫畫版完結前製作結束，結局也略有不同。

## 故事簡介
秘術「森羅萬象」是忍者世界「隱世」最強大的力量，而這力量就在六條壬晴的體內，各方忍者為了得到這個秘術，而展開了一場爭奪戰。

## 登場角色

### 主角
六条壬晴（聲：釘宮理惠）
年齡：14歲。生日：10月10日。身高：157cm。體重：35kg。
體內藏有秘術「森羅萬象」的中學生。外表假裝對周遭的人與事物都沒有興趣，實際上是為了避免其他人受到傷害。常扮出純潔無垢的臉騙人的小惡魔。父母已故，對於年幼的記憶很模糊。在祖母開的御好燒店幫忙。
繼承了父母的血能自由操縱五行之術，也會使用手裏劍。
與宵風有著相同的牽絆，認為宵風是另一個自己，之後，把宵風的生命看的比自己來得重要，也因此想跟宵風一同進退。
為了宵風的願望而在尋找森羅萬象的操作方法。
與宵風密約，要得到所有的禁術書，並加入了灰狼眾，後來為了宵風反抗灰狼眾首領，和宵風一起逃走。
在宵風死後隨即使用森羅萬象把他的存在消失，同時成為隱世之王，也就是「隱王」（本人自稱自己是隱世的中心人物），再度醒來後僅保留有關於「自己讓人消失了」的記憶。同時做出了「如果留著那個人的記憶，自己會無法獨自活下去」的想法。
因為失去宵風的記憶而心靈一度變得空蕩，但在擔任雪見的攝影助手、並經歷各種事物後，逐漸地改變了心靈。
最後，在「想要呼喊出某人的名字」、「想要回憶起某人的一切」期盼越來越強烈之時，終究喚回了眾人心中有關宵風的記憶。
宵風（聲：齋賀光希）
年齡：16歲。生日：12月下旬（自稱）。身高：180cm。體重：53kg。
平時戴著帽子身著黑色大衣，灰狼眾所屬。
使用會削減自己生命的禁術「氣羅」。身體逐漸在壞掉，喪失味覺，耳朵也因此逐漸聽不到。
十六歲時被灰狼眾首領託付由雪見代為照顧，宵風這個名字就是雪見所取的。把廢棄的巴士當作自己的隱匿處，不過基本上和雪見同住。
認為自己從未活著，且不想讓他人記住他，但其實有很強的求生意志。
跟壬晴有著密不可分的牽絆，想保護壬晴，並希望他實現自己的願望。
本名為香道空（香道そら），香道司的姊姊(哥哥)，同時擁有男性與女性的性徵。因自己的誕生而讓母親難產而死，從小就被人稱為「死神」，被父親用刀斬傷左頸，為服部柊十郎所救。
學習氣羅的關係曾使得原本個頭矮小的他，在三天三夜之內身體如同被撕裂般抽長至如今的高度，而生命也即將耗盡，後來發現對生命雖然無奈，卻迫切不想死。
因為"空"是為了原為女性的自己所取的名字，所以認為那不是自己的名字，被雪見以第一隻貓的名稱命名為宵風。
希望壬晴使用森羅萬象幫他改變歷史，使他從不存在於這個世界上。
因為反抗灰狼眾首領而被當作叛徒，和壬晴逃亡，最後在一個下雪的夜晚裡，帶著笑容在壬晴的身旁消逝死去。
動畫版結局是：事件平息後，住在雲平家中，而唯一的興趣就是織毛線，在冬天過去之前想織個圍巾送壬晴。最後在一個風和日麗的春天早晨裡，在虹一、雷鳴以及俄雨前來拜訪、壬晴端來檸檬水之前，帶著笑容坐在搖椅上消逝死去，身體化作一點一點的光芒飛向天空。

### 萬天之里
雲平·帷·杜蘭達（聲：浪川大輔）
年齡：25歲。生日：3月17日。身高：186cm。體重：73kg。
壬晴學校的英文老師。愛爾蘭出生的萬天的忍者。與壬晴簽訂契約誓死保護他。唯一有十年前森羅萬象爭奪戰時的記憶的人。
對交通工具有強烈的恐懼，即使是很遠的地方也堅持徒步過去（連自行車也不行）。
既使有如作繭自縛，還是希望能在不傷及任何人的情況下，讓森羅萬象從世上消失。但這種想法和行為常被人認為是婦人之仁。
是新撰組的迷。
與關英同居。
研發祖父未完成的忍術「是空」，並想用此忍術幫助壬晴將森羅萬象從體內取出。
相澤虹一（聲：日野聰）
年齡：14歲。生日：7月31日。身高：168cm。體重：54kg。
壬晴的同學。忍道部的部長。福嶋流的忍者。特徵是眼鏡以及白髮。平常非常老實，不過有時也會展露出冷酷無情的一面。
被風魔小太郎稱為「白澤」。
在漫畫後期喜歡上清水雷鳴。
本體是貓頭鷹，被江戶時期的忍者醫生以森羅萬象改造，擁有不死之身，而後跟隨風魔小太郎學習轉變化術，得以變成人類外貌。
曾與六條曉約定好要保護壬晴，但這記憶在十年前的爭奪戰時一同失去，直到十年後才又尋回。
最終接替雲平實行封印森羅萬象之術，並與黑岡野、森羅一同消失離去。

### 伊賀之里（灰狼眾）
雪見和彥（聲：津田健次郎）
年齡：27歲。生日：1月23日。身高：180cm（駝背狀態）。體重：76kg。
灰狼眾的一員。宵風的保護者。表世的身分是自由撰稿人。妹妹雪見和穗也是灰狼眾的人。
「宵風」的名字是他取的，是以他以前養過的三毛貓的名字為基礎。
獨自調查宵風的過去。因為對反叛的宵風無法放任不管而被視為叛徒，之後脫離了灰狼眾。
為了保護壬晴跟宵風而失去了右手。
在宵風消失後收養了被香道司找到的小黑貓，同樣把牠取名為「宵風」，當尋回記憶時，為避免混淆，將黑貓重新名為「宵」。
在右手的傷好後請壬晴幫忙做拍照的工作。
清水雷光（聲：諏訪部順一）
年齡：20歲。生日：9月20日。身高：177cm。體重：65kg。
清水雷鳴的哥哥。
因為喜歡彼岸花，把頭髮染成粉紅色（原本為金色）。興趣是搜集護身符。不擅長拍照和開車。
原本所在的村子在隱世是處於中立的立場，離開清水家後加入灰狼眾。造反者取締人「分刀」所屬。持有「白我聞」。
五年前因為叔父造反，清水家的當家、雷光和雷鳴的母親被殺害，雷光因而殺死造反的叔父，卻不巧被雷鳴目擊，五年來一直被誤解。
與黑岡詩稿戰鬥，戰敗傷重，所幸被沙羅救回一命。
曾一度因雪見的叛變使雙方處於敵對狀態，在理解他想保護宵風的原因後，就不再追殺他，並在灰狼眾裡幫助宵風。
在動畫中最後不幸死在服部手中。又因壬晴使用了森羅萬象，導致無法找到其屍體。漫畫中在宵風消失後與俄雨一起離開灰狼眾，並決心復興清水家族。
目黑俄雨（聲：岡本信彥）
年齡：16歲。生日：2月28日。血型：A型。身高：167cm。體重：53kg。
分刀的一人，雷光的跟班兼支援角色。出身於表世，被雷光救了之後才知道隱世的存在。希望能幫助雷光且非常崇拜他。
為了化解雷鳴對雷光的誤解，在雷鳴與雷光的對決中出現，保護了雷鳴，自己卻昏迷不醒。後被宵風以「氣羅」所救，最後也有幫助宵風。
在動畫結局留在萬天與大家生活在一起。跟雷鳴一起學習劍道。漫畫中在宵風消失後跟著雷光一起離開灰狼眾，並保有「曾經有個人救了昏迷中的自己」的記憶。
服部柊十郎（聲：中田讓治）
灰狼眾的首領。表世的身分是政治評論家，野心強大。
動畫中最後因刺激到了宵風的心靈痛處而被近乎精神崩潰的宵風失手殺死。。
漫畫則是死於實為風魔忍者的一季。
天立和穗（聲：鹿野優以）
舊姓雪見和穗，雪見和彥的妹妹。灰狼眾的一員，已婚，在表世和同是灰狼眾的結婚對象經營壽司店「天立」。
有醫師執照，也是宵風的主治醫生。秘術研究班所屬。
與雲平一同研究森羅萬象的封印術式。
一季（聲：天野由梨）
表世是服部的經紀人。關西腔。失明。平常穿著和服。
實際上是風魔派往臥底的忍者。

### 風魔之里
清水雷鳴（聲：藤村步）
年齡：14歲。生日：4月1日。身高：161cm。體重：44kg。
金髮雙馬尾少女武士，經常在左手手腕上佩帶淡紅色的念珠。
為風魔一族分支、隱世監視者清水家的一員。
個性單純且有點莽撞，一激動便會認錯人。
持有「黑我聞」（清水家的傳家寶刀之一），於阻止虹一與史島時被斬斷。喜歡修行。
以個人的身分幫助壬晴，認為森羅萬象怎麼使用全憑壬晴自己的意志。
漫畫中後期喜歡上相澤虹一。
最大的願望就是和虹一還有壬晴一起上學。
風魔小太郎（聲：置鮎龍太郎）
年齡：120。生日：12月31日23:59（本人自稱）。
風魔之里的首領。擅長變化術。好女色。表世的身分是「旋風太郎左衛門」、文部科學省名譽顧問。
並非是戰國忍者風魔小太郎，而是繼承其稱號的傳人，出生於明智時期。
稱虹一與史島為「白澤大人」。
是教導相澤虹一和黑岡野史島轉變化術的人。
為了想滿足求知慾，而想在死前溶入森羅萬象，體驗無限的智慧。
實行了種種布局，包括勾結灰狼眾、安插大量臥底。
就是10年前曾經殺死壬晴的人，但卻與眾人一樣失去了這段記憶，直到10年後才再次想起。
在試圖奪取森羅萬象並轉移到自己身上的期間，遭雲平從背後刺殺，而後化為枯骨死去。
沙羅（聲：渡邊明乃）
風魔之里的副首領。經常陪雷鳴修行。
於小太郎死後接任首領。
南十字（聲：古山貴實子）
年齡：12歲。生日：5月5日。身高：144cm。體重：33kg。
風魔之里的一人。小學生少女。主要處理藥品。
廚藝很差。
喜歡六條壬晴。

### 戶隱之里
織田八重（聲：雪野五月）
戶隱之里的首領。表世的身分是人力派遣公司「Fog Blue」的社長。學會禁術「飯綱心眼」，會讀心術。
女兒名為「有沙」，死於車禍。
加藤候（聲：柿原徹也）
人力派遣公司「Fog Blue」的員工、織田的部下，被織田認為是個表裡如一、個性單純的人。
喜歡織田八重。
其實是風魔派去的間諜，潛入戶隱之里約半年時間之久的忍者，練就了就算被織田讀心也不會洩漏秘密的能力。
表世和隱世都是風魔的圖書館管理員。

### 甲賀之里
黑冈野诗缟（聲：真堂圭）
年齡：不明。生日：不明。身高：139cm。體重：30kg。
甲賀阿爾亞學院的學生。特徵是雪白的長髮。
喜歡觀察人類跟天氣預報。
本體是壬晴飼養的貓「白玉」。和虹一同為被森羅萬象所改造的實驗體，擁有不死之身，而後跟隨風魔小太郎學習轉變化術，得以變成人類外貌。
曾與六條曉約定好要保護壬晴，但這記憶在十年前的爭奪戰時一同失去，直到十年後才又尋回。
最後與相澤虹一、森羅一同消失離去。
伏田昴（聲：川上倫子）
甲賀阿爾亞學院的學生。帶著眼鏡。學生會會長。有冷靜透徹的判斷力。與閂老師對立著，喜歡壬晴。
藤堂卡塔麗娜（聲：生天目仁美）
甲賀阿爾亞學院的學生。學生會的幹事之一。
希里悟斯·羽柴（聲：清川元夢）
甲賀阿爾亞學院的校長。
閂（聲：藤原啟治）
甲賀阿爾亞學院的老師。為了自己的欲望而利用學生，打算搶奪「蛇藥」的禁術書。

### 其他
六條旭日（聲：岡本麻彌）
壬晴的母親，隱世的一員。
十年前是森羅萬象的繼承者。利用森羅萬象之術把已死去的壬晴性命救回來。
六條曉（聲：伊丸岡篤）
壬晴的父親，隱世的一員。
布拉克·杜蘭達（聲：堀勝之祐）
雲平的祖父。曾在北愛爾蘭的皇家警衛隊從事特殊諜報員的工作。對日本忍者有興趣。
「是空」的發明者，十年前試圖消除森羅萬象時，遭小太郎殺害。
關英（聲：三石琴乃）
年齡：40歲。生日：11月22日。身高：163cm。體重：47kg。鞋子的尺寸：24cm。
血型：O型。喜好：看書、跟蹤、飲食，有趣的事物都喜歡。厭惡：虎假虎威的人。
特技：劍玉、修復。職業：古生物學者兼萬天市中央博物館館員。
雲平的同居人，同為隱世一員，但幾乎沒有摻與其中。因為是古生物學者，經常外出不在家。
個性溫柔，曾為宵風編織了圍巾。
香道司
雪見遇見的少年，高中棒球部所屬。和父親帶來的孩子相處不好，自己在外面住公寓。喜歡檸檬水。
其實是宵風（香道空）義理的弟弟。
對於沒有出手挽救姐姐(哥哥)而後悔著。
在宵風還活著時，就被雪見和彥告知他已死亡的消息，因為雪見認為宵風已是隱世之人，不該再和普通人的司有所牽連。

## 用語

### 勢力

#### 忍的五大勢力
風魔
由風魔小太郎擔任首領，反對使用秘術。村子在深山裡用霞之幻術隱蔽。禁術是「轉變化」。
甲賀
幕末之後關閉村子，隱藏其存在。把村子作為「私立阿爾亞學院」的教育機構，作為首領的希里悟斯·羽柴是學園長。表世是教育出多名大學合格者的小中高一貫的高升學率學校。在特別的升學路線中進行忍者的教育，而畢業生也被嚴格控管。禁術是「蛇藥」。
戶隱
飯綱心眼的勢力在明治維新後消息不明，不過現在村子座落在長野縣中心的辦公大樓·人力派遣公司「Fog Blue」。織田八重是首領兼社長，表面上是做人力派遣，不過也做著企業間諜、國際戰略諜報等工作。禁術是「飯綱心眼」，
萬天
原本在戰國時代是個小規模的村落，現在以萬天中學忍道部的形式存在著。由雲平·帷·杜蘭達暫代首領。禁術是「圓月輪」。
伊賀
「灰狼眾」是其一派。首領是服部柊十郎。禁術是「氣羅」。

#### 其他勢力
傘
國家防衛省所屬，特殊機密情報部隊。網羅了許多優秀的忍者。
目前和灰狼眾合作，一方面追捕宵風和壬晴，一方面追殺萬天和風魔的人。

### 禁術
氣羅
伊賀之里(灰狼眾)的宵風使用。利用萬物的「氣」，類似中國的氣功術。將用手指著對方施，從內部進行破壞。
注入敵人體內的是自己的生命碎片，故使用後會削減自己的生命。當原主死去時，被注入的人也會跟著死去。
轉變化
風魔之里的首領風魔小太郎使用。能變化成各式各樣的人或動物。
飯綱心眼
戶隱之里的首領織田八重使用。類似讀心術。
使用後會削減生命。
蛇藥
萬能藥，能治癒不治之症，禁術書上記載的是調配方法。
主材料是年輕忍者的腦髓。
圓月輪
萬天之里的雲平所持有，禁術書是在十年前雲平的爺爺交給他的。
能使記憶再現。
其實就是雲平左耳平時戴的耳環。

### 秘術
森羅萬象（聲：田村由香里）
隱藏在六條壬晴的體內。是所有忍術的全部及根源，可實現寄主的任何願望。
以女性的姿態出現，壬晴稱之為妖精小姐。
雖說是一本書，卻不是以筆墨記載。
若用不當的方式消除宿主，則會隨機轉移。

## 出版書籍
| 卷數 | 史克威爾艾尼克斯 | 史克威爾艾尼克斯       | 尖端出版       | 尖端出版             |
| 卷數 | 發售日期         | ISBN                   | 發售日期       | EAN                  |
| ---- | ---------------- | ---------------------- | -------------- | -------------------- |
| 1    | 2004年11月27日   | ISBN 978-4-7575-1327-3 | 2005年11月18日 | EAN 471-7702-20012-1 |
| 2    | 2005年4月27日    | ISBN 978-4-7575-1422-5 | 2006年1月24日  | EAN 471-7702-20046-6 |
| 3    | 2005年10月18日   | ISBN 978-4-7575-1561-1 | 2006年3月4日   | EAN 471-7702-20153-1 |
| 4    | 2006年4月27日    | ISBN 978-4-7575-1677-9 | 2006年7月11日  | EAN 471-7702-20524-9 |
| 5    | 2006年10月27日   | ISBN 978-4-7575-1768-4 | 2006年12月22日 | EAN 471-7702-20737-3 |
| 6    | 2007年4月27日    | ISBN 978-4-7575-2007-3 | 2007年9月14日  | EAN 471-7702-21212-4 |
| 7    | 2007年10月27日   | ISBN 978-4-7575-2128-5 | 2008年2月13日  | EAN 471-7702-21744-0 |
| 8    | 2008年3月27日    | ISBN 978-4-7575-2248-0 | 2008年6月13日  | EAN 471-7702-21966-6 |
| 9    | 2008年8月18日    | ISBN 978-4-7575-2366-1 | 2008年11月4日  | EAN 471-7702-22218-5 |
| 10   | 2008年12月27日   | ISBN 978-4-7575-2453-8 | 2009年5月4日   | EAN 471-7702-22506-3 |
| 11   | 2009年6月27日    | ISBN 978-4-7575-2600-6 | 2009年10月6日  | EAN 471-7702-22755-5 |
| 12   | 2009年12月26日   | ISBN 978-4-7575-2767-6 | 2010年4月12日  | EAN 471-7702-23170-5 |
| 13   | 2010年6月26日    | ISBN 978-4-7575-2919-9 | 2011年1月5日   | EAN 471-7702-23603-8 |
| 14   | 2011年1月27日    | ISBN 978-4-7575-3134-5 | 2011年7月30日  | EAN 471-7702-24156-8 |

## 電視動畫

### 製作人員
- 企劃：田口浩司、川村明廣
- 行政製片人：鈴木大三、淺野健、阿部倫久、太布尚弘
- 製作人：井出美惠、松倉友二
- 動畫製作製片人：柏田真一郎
- 系列構成：橫手美智子
- 人物設計：岩倉和憲
- 道具設計：木本茂樹
- 總作畫監督：中山由美
- 美術監督：小林七郎
- 色彩設定：店橋真弓
- 攝影監督：大河內喜夫
- 編輯：西山茂
- 音響監督：吉田知弘
- 音樂：
- 音樂協力：TV TOKYO MUSIC
- 監督：杉島邦久
- 動畫製作：J.C.STAFF
- 製作：（Square Enix、Geneon、三菱商事、J.C.STAFF、Movic）

### 主題曲
- 片頭曲「CRAWL」（1-25話）

作詞、作曲：長沼秀典，編曲、歌：VELTPUNCH
- 片尾曲「HIKARI」（1-15話）

作詞：西田惠美，作曲：杉森舞，編曲：前田涉，歌：ELISA
- 片尾曲（16-25話）

作詞、作曲：本多真季，歌：

### 各話列表
| 話數       | 標題                  | 劇本              | 分鏡            | 演出       | 作畫監督                              |
| ---------- | --------------------- | ----------------- | --------------- | ---------- | ------------------------------------- |
| 第一話     | 覺醒之物（）          | 横手美智子        | 杉島邦久        | 吉本穀     | 中山由美                              |
| 第二話     | 雷鳴到來（）          | 横手美智子        | 杉島邦久        | 雄谷将仁   | 柴田志朗                              |
| 第三話     | 襲擊（）              | 横手美智子        | 柳沢テツヤ      | 馬引圭     | ひのたかふみ 木本茂樹 石田慶一        |
| 第四話     | 任務交代（）          | 横手美智子        | 井上修          | 内山まな   | 中島美子                              |
| 第五話     | 慾（）                | 平見瞠            | 二瓶勇一        | 上田繁     | さのえり 小宮素直                     |
| 第六話     | 選擇（）              | 平見瞠            | 田中雄一        | 星野和博   | 和田伸一 小谷杏子                     |
| 第七話     | 決斷之心（）          | 横手美智子        | 増田敏彦        | 矢花馨     | 伊藤美奈                              |
| 第八話     | 相通之心（）          | 横手美智子        | 小美野雅彦      | 吉本毅     | 吉田尚人 清水明日香 鷲田敏弥          |
| 第九話     | 前奏曲（）            | 吉村清子          | 須間雅人        | 雄谷将仁   | 木本茂樹 佐古宗一郎                   |
| 第十話     | 波爾卡 雷鳴與雷光（） | 吉村清子          | 井上修          | 内山まな   | 中島美子 谷口守泰                     |
| 第十一話   | 謝幕（）              | 吉村清子          | 二瓶勇一        | 馬引圭     | 石田慶一 さのえり 野村芙紗子          |
| 第十二話   | 意志（）              | 横手美智子        | 滝川和男        | 星野和博   | 柴田志朗 小谷杏子                     |
| 第十三話   | 無法安眠的學校（）    | 吉村清子          | 豊増隆寛        | 矢花馨     | 伊藤美奈                              |
| 第十四話   | 夜之盡頭（）          | 吉村清子          | 二瓶勇一        | 上田繁     | 吉田尚人 横山譲次                     |
| 第十五話   | 別離之晨（）          | 吉村清子          | 鈴木行          | 清水一伸   | 清水博幸 さのえり                     |
| 第十六話   | 客從遠方來（）        | 平見瞠            | 井上修          | 小林浩輔   | 谷口守泰 中島美子                     |
| 第十七話   | 崩潰之時（）          | 平見瞠            | 増田敏彦        | 雄谷将仁   | 清水明日香 石田慶一                   |
| 第十八話   | 呼喚之聲（）          | 吉村清子          | 二瓶勇一        | 馬引圭     | 和田伸一 柴田志朗                     |
| 第十九話   | 死神的側臉（）        | 吉村清子          | 滝川和男        | 矢花馨     | 伊藤美奈                              |
| 第二十話   | 前往戶隱（）          | 吉村清子          | 藤原良二 森雅恵 | 樋口まさお | 岡本真由美 さのえり                   |
| 第二十一話 | 野心（）              | 平見瞠            | 杉島邦久        | 上田繁     | 小谷杏子 吉田尚人                     |
| 第二十二話 | 混沌（）              | 平見瞠 横手美智子 | 井上修          | 星野真     | 谷口守泰 中島美子                     |
| 第二十三話 | 發動（）              | 横手美智子        | 滝川和男        | 吉本毅     | 中山由美 清水博幸 清水明日香 中本尚子 |
| 第二十四話 | 圓月輪（）            | 横手美智子        | 増田敏彦        | 馬引圭     | 石田慶一 和田伸一                     |
| 第二十五話 | 二人（）              | 横手美智子        | 二瓶勇一        | 雄谷将仁   | さのえり 岡本真由美                   |
| 第二十六話 | 心的縫合（）          | 横手美智子        | 杉島邦久        | 上田繁     | 中山由美 岩倉和憲                     |

### 播放電視台
日本深夜動畫：下文記載的日本国内播放時間使用日本標準時間（UTC+9）表示。因為部分時間标识會採用30小时制，因此請留意这类超过24:00的时间，其實際播放時間為翌日清晨。
| 播放地區       | 播放電視台   | 播放期間                | 播放時間             |
| -------------- | ------------ | ----------------------- | -------------------- |
| 關東廣域圏     | 東京電視台   | 2008年4月6日－9月28日   | 星期日 25:30 - 26:00 |
| 愛知縣         | 愛知電視台   | 2008年4月7日－9月29日   | 星期一 25:35 - 26:05 |
| 福岡縣         | TVQ九州放送  | 2008年4月7日－9月29日   | 星期一 26:53 - 27:23 |
| 大阪府         | 大阪電視台   | 2008年4月8日－9月30日   | 星期二 27:10 - 27:40 |
| 岡山縣・香川縣 | 瀨戶內電視台 | 2008年4月10日－10月2日  | 星期四 25:58 - 26:28 |
| 北海道         | TV北海道     | 2008年4月11日－10月3日  | 星期五 26:00 - 26:30 |
| 日本全國       | AT-X         | 2008年5月22日－11月13日 | 星期四 9:30 - 10:00  |
| 日本全國       | KIDS STATION | 2008年7月18日－         | 星期五 24:00 - 24:30 |

| 東京電視台 星期日25:30節目 | 東京電視台 星期日25:30節目 | 東京電視台 星期日25:30節目 |
| -------------------------- | -------------------------- | -------------------------- |
|                            | 隱王                       |                            |
| 南家三姐妹                 | 今天的五年二班             |                            |

## 網路廣播
萬天篇
- 配信地點：官方網站內 （页面存档备份，存于）
- 配信期間：2008年7月25日－
- 主持人：浪川大輔（雲平·帷·杜蘭達）、日野聰（相澤虹一）

灰狼眾篇
- 配信地點：官方網站內
- 配信期間：2008年8月8日－
- 主持人：諏訪部順一（清水雷光）、岡本信彥（目黑俄雨）

## 外部連結
- （日語）月刊GFantasy漫畫官方網站 （页面存档备份，存于）
- （日語）動畫官方網站 （页面存档备份，存于）
- （日語）東京電視台動畫官方網站 （页面存档备份，存于）
- （日語）J.C.STAFF動畫官方網站